# Buket Kareng
Buket Kareng is een bestuurslaag in het regentschap Aceh Timur van de provincie Atjeh, Indonesië. Buket Kareng telt 730 inwoners (volkstelling 2010).